# Valle (miasto w Norwegii)
Valle – norweskie miasto i gmina leżąca w regionie Agder.
Gmina Valle jest 70. norweską gminą pod względem powierzchni.
Valle znajduje się w Setesdal i granice tej doliny biegną na południe w kierunku Bygland i na północ w kierunku Bykle. Obecna gmina powstała 1 stycznia 1962 przez połączenie dwóch mniejszych gmin, Hylestad i Valle.

## Demografia
Według danych z roku 2005 gminę zamieszkuje 1384 osób. Gęstość zaludnienia wynosi 1,07 os./km². Pod względem zaludnienia Valle zajmuje 381. miejsce wśród norweskich gmin.
| ludność stan na 1 stycznia 2005 |         |           |       |
|                                 | kobiety | mężczyźni | razem |
| osób                            | 722     | 662       | 1384  |
| %                               | 52,17%  | 47,83%    | 100%  |

| wykształcenie stan na 1 października 2004 |        |         |        |        |
|                                           | podst. | średnie | wyższe | niezn. |
| osób                                      | 216    | 656     | 212    | 21     |
| %                                         | 19,55% | 59,37%  | 19,19% | 1,9%   |

## Edukacja
Według danych z 1 października 2004:
- liczba szkół podstawowych (norw. grunnskolar): 2
- liczba uczniów szkół podst.: 169

## Władze gminy
Według danych na rok 2011 administratorem gminy (norw. rådmann) jest Arne Tronsen, natomiast burmistrzem (norw. ordfører, d. borgermester) jest Bjørgulv Sverdrup Lund.

## Rękodzieła
Rękodzieła Silversmith mają szczególną tradycje w Valle. Dawniej była to jedyna szkoła z własną linią złotników w kraju.

## Elektrownia Wodna
Energia wodna jest ważnym źródłem dochodów dla gmin Valle i Bykle. Rozwój elektrowni w Valle rozpoczął się w latach 60. Otra Kraft, który znajduje się w fabryce zasilania Brokke w Nomeland, funkcjonuje również w kilku elektrowniach w Setesdal.